# Młyn w Parzęczewie
Młyn w Parzęczewie – młyn motorowy wybudowany w 1920 r., znajdujący się w Parzęczewie w województwie łódzkim.

## Historia

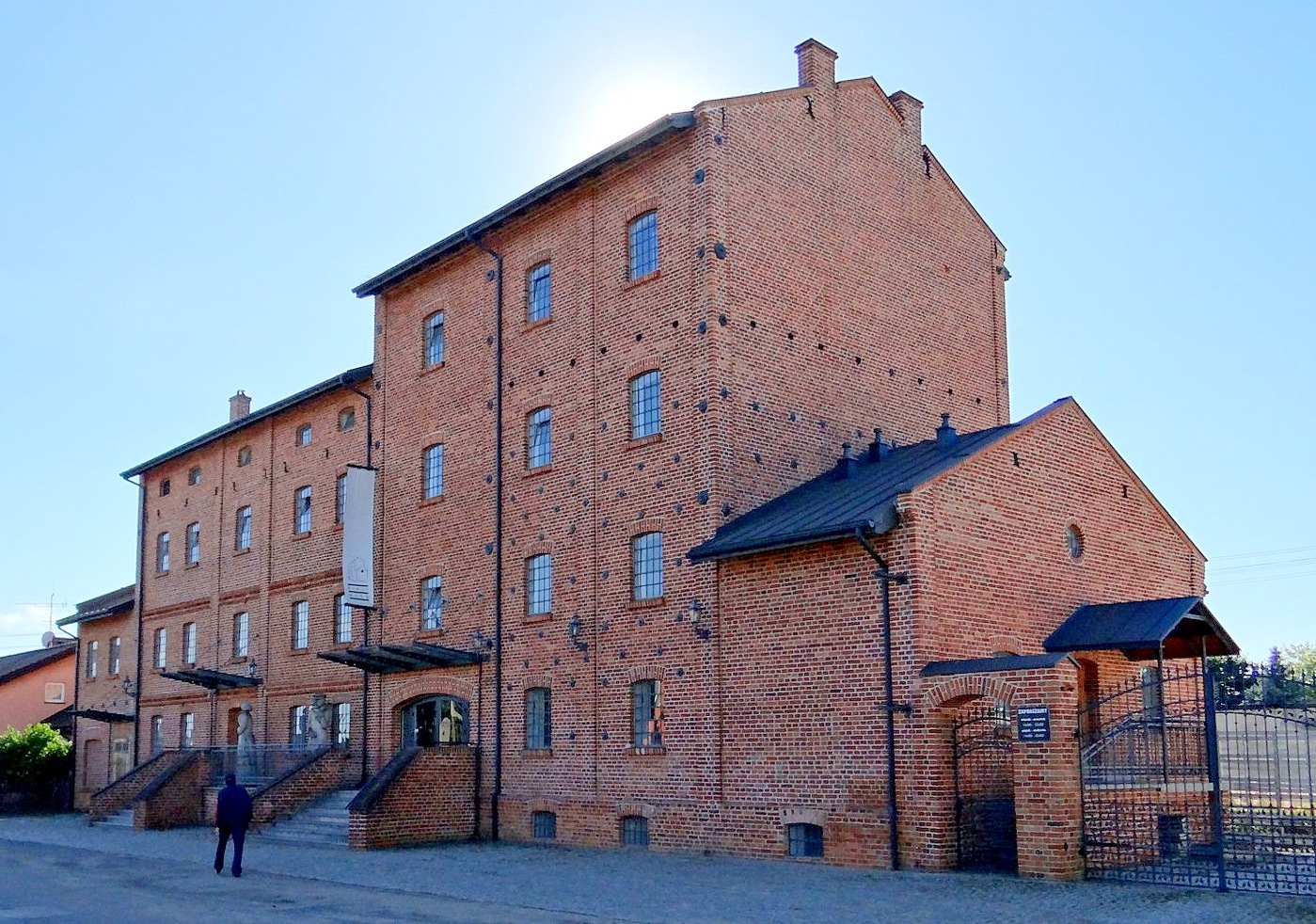
Młyn w Parzęczewie

Młyn został wybudowany w 1920 r. przez spółkę zorganizowaną przez okolicznych mieszkańców. Był to murowany budynek jednopiętrowy, podpiwniczony, o dachu dwuspadowym krytym papą. Młyn był poruszany silnikiem na koks-gaz ssany. W 1935 r. został zniszczony przez pożar. W kolejnych latach został odbudowany przez kolejnego właściciela, Walentego Müllera. Odtąd jest budynkiem częściowo trzypiętrowym z betonową rampą od frontu. Młyn pracował również w okresie II wojny światowej. W 1945 r. został upaństwowiony. W latach 70. był wciąż czynny i stanowił własność Gromadzkiej Rady Narodowej.

### Współczesność
Budynek młyna został zaadaptowany na potrzeby Centrum Szkoleniowo-Konferencyjnego „Biały Młyn”. Pomieszczenia zostały przystosowane do organizacji imprez okolicznościowych. W 2024 r. obiekt jest wystawiony na sprzedaż.